# 1977 en combiné nordique
| Années du combiné nordique : 1974 - 1975 - 1976 - 1977 - 1978 - 1979 - 1980    |
| Décennies du combiné nordique : 1940 - 1950 - 1960 - 1970 - 1980 - 1990 - 2000 |

Cette page reprend les résultats de combiné nordique de l'année 1977.

## Festival de ski d'Holmenkollen
L'épreuve de combiné de l'édition 1977 du festival de ski d'Holmenkollen se déroulait les 11 et 12 mars. Elle fut remportée, comme les deux précédentes, par l'Allemand de l'Est Ulrich Wehling. Le Finlandais Rauno Miettinen se classe deuxième, suivi par le Soviétique Fjodor Koltschin.

## Jeux du ski de Lahti
L'épreuve de combiné des Jeux du ski de Lahti 1977 fut remportée par un coureur est-allemand, Konrad Winkler, devant le Finlandais Rauno Miettinen et l'allemand de l'est Ulrich Wehling.

## Jeux du ski de Suède
Konrad Winkler est le vainqueur de l'épreuve de combiné des Jeux du ski de Suède 1977. Il devance le Finlandais Jorma Etelälahti qui est deuxième devant le Norvégien Tom Sandberg, troisième.
devant

## Coupe de la Forêt-noire
Comme l'année précédente, Ulrich Wehling remporte la coupe de la Forêt-noire.

## Championnat du monde juniors
C'est Sainte-Croix, dans le canton de Vaud, en Suisse, qui accueille le Championnat du monde juniors 1977.
Il a couronné le coureur allemand de l'est Gunter Schmieder devant le Soviétique Fjodor Koltschin. Le troisième de l'épreuve est l'Est-Allemand Uwe Dotzauer.

## Championnats nationaux

### Championnats d'Allemagne
En Allemagne de l'Est, l'épreuve du championnat d'Allemagne de combiné nordique 1977 fut remportée par Ulrich Wehling. Konrad Winkler se classe deuxième tandis que Werner Leipold est troisième.
Les résultats du championnat d'Allemagne de l'Ouest de combiné nordique 1977 manquent.

### Championnat d'Estonie
Le Championnat d'Estonie 1977 s'est déroulé à Otepää.
Il fut remporté par Tiit Tamm, qui retrouvait là son titre conquis en 1975 et perdu depuis.
Hasso Jüris est deuxième, devant Silver Eljand, troisième.

### Championnat des États-Unis
Le championnat des États-Unis 1977 s'est tenu à Ishpeming, dans le Michigan.
Il a été remporté par Jim Galanes, comme l'année précédente.

### Championnat de Finlande
Les résultats du championnat de Finlande 1977 manquent.

### Championnat de France
Les résultats du championnat de France 1977 sont incomplets. Le Champion fut Jacques Gaillard.

### Championnat d'Islande
Le championnat d'Islande 1977 fut remporté par Björn Þór Ólafsson pour la seotième fois.

### Championnat d'Italie
Comme les deux années précédentes le championnat d'Italie 1977 fut remporté par Francesco Giacomelli. Il devance Amedeo Benedetti et Modesto De Silvestro.

### Championnat de Norvège
Le vainqueur du championnat de Norvège 1977 fut Tom Sandberg, pour la troisième fois consécutive. Il s'impose devant Odd Arne Engh et Hallstein Bøgseth.

### Championnat de Pologne
Kazimierz Długopolski (pl), du SNPTT Zakopane, remporte le championnat de Pologne 1977.

### Championnat de Suède
Le championnat de Suède 1977 a distingué Per Balkåsen, du club Sysslebäcks SK. Le titre des clubs ne fut pas décerné.

### Championnat de Suisse
Les résultats du Championnat de Suisse 1977 manquent.